# Plesiotypus convexus
Plesiotypus convexus är en stekelart som beskrevs av Van Achterberg 1992. Plesiotypus convexus ingår i släktet Plesiotypus och familjen bracksteklar. Inga underarter finns listade i Catalogue of Life.